# Aliko Dangote
Aliko Dangote (* 10. dubna 1957 Kano) je nigerijský podnikatel. Jeho majetek byl v roce 2022 vyčíslen na 21 miliard dolarů a je nejbohatším člověkem v Africe.
Pochází z etnika Hausů. Je pravnukem Alhassana Dantaty, který zbohatl na obchodování s kolovými oříšky. Vystudoval ekonomii na káhirské Univerzitě al-Azhar. V roce 1977 založil firmu Dangote Group. Původně se věnoval vývozu cementu, později rozšířil své aktivity na potravinářský a textilní průmysl, těžbu ropy a telekomunikace.
Obdržel Řád Nigeru. Časopis Time ho v roce 2014 zařadil na seznam stovky nejvlivnějších lidí na světě. Angažuje se v politice, byl poradcem Muhammadu Buhariho v jeho úspěšné prezidentské kampani. V dobročinných aktivitách spolupracuje s nadací Bill & Melinda Gates Foundation. Projevil také zájem o koupi fotbalového klubu Arsenal FC.